# Estação Clemenceau
Clemenceau é uma estação da linha única do Metro de Rennes .